# Masakr v Tulse
Masakr v Tulse (nazývaný také jako rasové nepokoje v Tulse, masakr v Greenwoodu nebo masakr na černošské Wall Street) se odehrál na přelomu května a června 1921 ve čtvrti Greenwood ve městě Tulsa v Oklahomě. Masakr v Tulse bývá označován za nejhorší rasově motivovaný čin v dějinách USA. Během útoku bělošského obyvatelstva na černošskou čtvrť Greenwood bylo zavražděno 36 až 300 osob. Přesné počty nebyly potvrzeny, protože spolehlivé vyšetřování probíhalo až v letech 1996–2001. V roce 2019 se podle názoru archeologů podařilo najít dva z masových hrobů obětí masakru. Jelikož byl Greenwood jednou z nejbohatších dobových čtvrtí Afroameričanů, přezdívalo se mu černošská Wall Street. Během masakru ozbrojený dav bělochů celou čtvrť zapálil; v důsledku požáru shořelo 35 bloků budov se škodou kolem 32 milionů dolarů (v přepočtu k roku 2018). Útok, během něhož byla použita i soukromá letadla, ze kterých útočníci stříleli a házeli improvizované výbušniny, si vedle zabitých vyžádal 800 zraněných osob a 6 000 zadržených Afroameričanů. Požár čtvrti připravil o domov 10 000 Afroameričanů, kteří následně žili ve stanovém městě za pomoci Červeného kříže.

## Historie

### Pozadí masakru

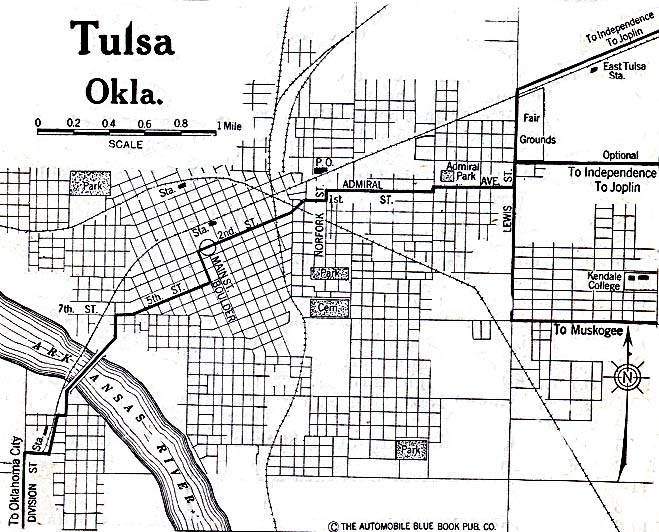
Plán města Tulsa z roku 1920. Greenwood se nacházel na severu města.

Oklahoma roku 1921 zažívala dusivé rasové napětí vyvolané návratem afroamerických veteránů z první světové války. Oklahoma přitom byla mladý stát, který získal svůj status teprve v roce 1907. Politici okamžitě poté do státní legislativy zahrnuli diskriminační segregační zákony (tzv. zákony Jima Crowa). Jejich součástí byla také praxe, která uměle vytvářela uzavřené černošské čtvrtě. Obyvatelům Oklahomy ale nebylo cizí ani lynčování. Od roku 1907 do roku 1921 je doloženo nejméně 26 lynčů Afroameričanů. Poválečná emancipace Afroameričanů, kteří za boj ve válce požadovali svá občanská práva, vyvrcholila v tzv. Rudé léto 1919, během kterého se na mnoha místech USA rozhořely rasové útoky a lynče. Měnící se doba také nahrála znovuoživení rasistických paramilitantních skupin, jako byl Ku Klux Klan. V roce 1920 měla Tulsa kolem 72 000 obyvatel, přičemž, dle odhadů, bylo 3 000 z nich členy Ku Klux Klanu.
Čtvrť Greenwood byla založena v roce 1906 po návštěvě Bookera T. Washingtona, který tamní Afroameričany vybídl k ekonomické spolupráci a vytvoření vlastní obchodní čtvrti. Čtvrť byla, stejně jako celá Tulsa, zasažena ekonomickým boomem spojeným s těžbou ropy. Rychle začala prosperovat, a to až do takových rozměrů, že se jí začalo přezdívat černošská Wall Street.

### Masakr

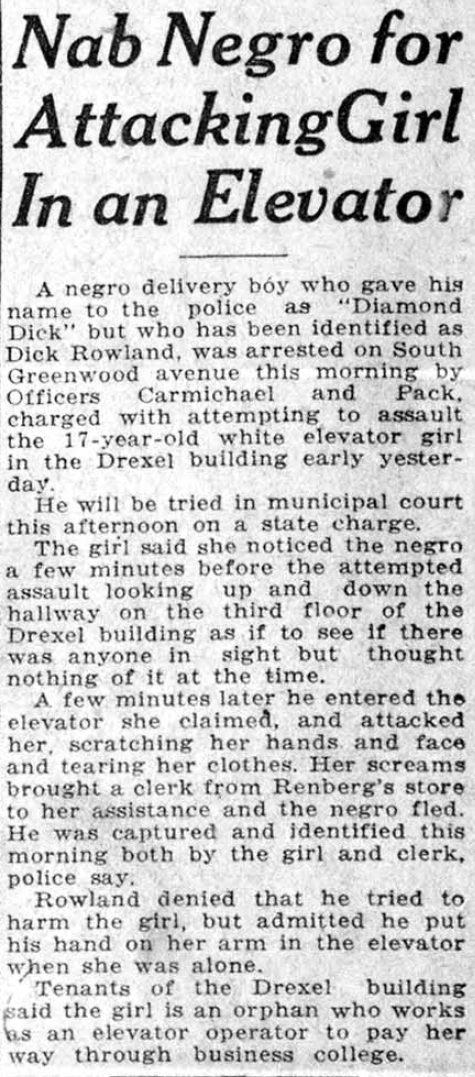
Jeden z článků Tulsa Tribune podněcujících k nepokojům (1921).

Dne 30. května 1921 vstoupil devatenáctiletý Afroameričan Dick Rowland, který se živil jako čistič bot v podniku na hlavní ulici Tulsy, do výtahu budovy Drexel Building, aby využil umývárnu umístěnou v horním patře. Ve výtahu se střetl se Sarah Pageovou, sedmnáctiletou běloškou, která výtah obsluhovala. Oba se pravděpodobně znali, alespoň od vidění, jelikož se jednalo o jedinou budovu s umývárnou, do které měl Rowland povoleno vstoupit. Prodavač v obchodě s oblečením umístěném v přízemí budovy náhle zaslechl neobvyklý zvuk, který identifikoval jako výkřik ženy, současně si všiml vybíhajícího černošského muže. Ve výtahu nalezl Pageovou v rozrušeném stavu a jelikož se domníval, že byla napadena, zavolal policii. Vyšetřovací zpráva z roku 2001 vysvětluje incident tím, že Rowland pravděpodobně při nástupu do výtahu zakopl a aby zabránil svému pádu, tak se chytil Pageové, která při tom vykřikla, následně zpanikařil a utekl.
Ačkoliv byla Pageová policií vyslechnuta, nebyl z výslechu pořízen žádný protokol. Z toho se ve zprávě usuzuje, že se policie nedomnívala, že by šlo o napadení. Sama Pageová rovněž nepodala žalobu.
Dick Rowland byl přesto 31. května 1921 zadržen a převezen na policejní stanici. Odpoledne policie obdržela anonymní telefonát, ve kterém kdosi vyhrožoval, že Rowlanda zabije. Policie ho proto nechala převézt do lépe zabezpečené věznice u tulského soudu. Odpoledne toho dne vyšly noviny Tulsa Tribune. V nich senzacechtiví novináři z incidentu vytvořili zprávu o napadení a pravděpodobně pokusu o znásilnění bělošské dívky a obvykle se má za to, že de facto vyzvali občany k lynči Rowlanda. Článek se bohužel nedochoval, jelikož byla v důsledku masakru nařízena likvidace všech kopií včetně snímku z archivního mikrofilmu. Do večera se kolem věznice objevil dav několika stovek bělochů, kteří žádali vydání Rowlanda. Nový starosta Willard M. McCulloug ovšem nechtěl opakovat chybu svého předchůdce, který v roce 1920 vydal davu osmnáctiletého Roye Beltona, kterého tehdy tulský dav zlynčoval. Policii proto rozkázal Rowlanda chránit a davu vzkázal, že jim ho nevydá.
Několik bloků od věznice, na Greenwood Avenue, se začali shromažďovat Afroameričané. Kvůli nedávnému lynči Beltona se obávali, že je Rowland v ohrožení života. Mladí veteráni z první světové války se proto rozhodli ozbrojit a jít sami před věznici chránit Rowlanda. Kolem půl desáté večer dorazila před vězení skupina 50 až 60 ozbrojených Afroameričanů, kteří nabídli šerifovi pomoc, ten ji ale odmítl. Při jejich příchodu činil bělošský dav již kolem 1 000 osob. Někteří z nich se v reakci na jejich příchod vydali pro vlastní pušky a další zbraně. Vydali se také do místní zbrojnice, která už mezitím vyhlásila poplach a povolala místní členy národní gardy. Do zbrojnice se jim tak nepodařilo dostat. Ovšem vlastních zbraní měli dost. Dav se následně rozrostl na 2 000 osob. Postupně začali přicházet také další ozbrojení Afroameričané, což si někteří běloši vyložili jako povstání černochů. Kolem desáté bylo u věznice přibližně 75 ozbrojených Afroameričanů, kteří opět šerifovi nabídli pomoc, ten ji ale znovu odmítl.
Někdy krátce po desáté večer padl první výstřel, který spustil lavinu střelby. Během přestřelky vypukla ve městě panika. Do konfliktu se také nešťastně připletli návštěvníci kina, ve kterém právě skončilo promítání. V jedenáct večer se před zbrojnicí shromáždili členové národní gardy a začali plánovat řešení situace. Následně byli provizorně rozmístěni do bělošských čtvrtí sousedících s Greenwoodem, kde zatýkali Afroameričany, kteří do nich vstoupili. Relativně ojedinělá střelba pokračovala až do rána.
K ránu se nepokoje začaly více a více přibližovat ke Greenwoodu. Kolem jedné hodiny ranní byl oznámen první požár, který byl založen v obchodním domě na jihu čtvrti Greenwood. Povolaným hasičům ozbrojený dav zabránil v hašení. Do čtvrté hodiny ranní vzplanuly požáry v dalším tuctu černošských podniků a ty se poté nekontrolovatelně šířily.
Po východu slunce, 1. června 1921, se ozbrojený dav vydal do Greenwoodu. Útok vyvolal masivní útěk rezidentů ze čtvrti směrem na sever. Při tomto panickém útěku jich byly desítky zastřeleny bělochy. Dle očitých svědků byla během útoku na Greenwood použita také osobní letadla, ze kterých běloši stříleli a házeli improvizované výbušniny.
Hněv bělošského davu se obrátil také na bělochy, kteří zaměstnávali Afroameričany například v kuchyni a podobně. Požadovali po nich, aby je okamžitě z míst propustili. V případě, že tak odmítli učinit, byli napadeni a/nebo jejich podniky vyrabovány.
V devět ráno dorazilo z Oklahoma City 109 členů Národní gardy, kteří byli povoláni guvernérem státu Oklahoma. Toho času své domovy ve městě opustilo kolem 4 000 Afroameričanů, kteří hledali jakékoli bezpečné úkryty. V 11:49 bylo ve městě vyhlášeno stanné právo. Kolem poledne se vojákům podařilo potlačit i zbytek nepokojů. Stanné právo bylo odvoláno až 4. června.

### Oběti

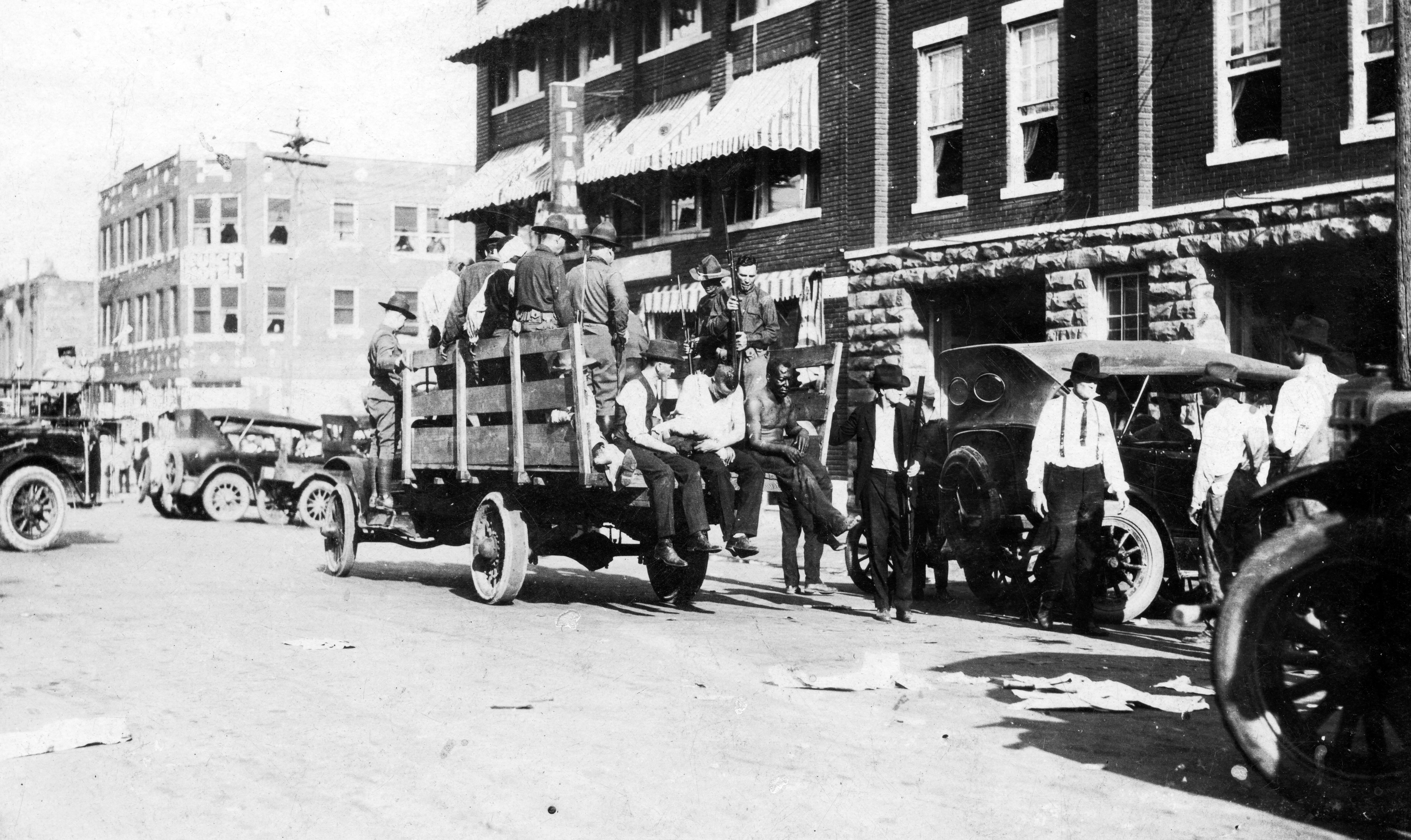
Vojáci Národní gardy se zraněnými (1921).

O nepokojích psala většina celostátních novin, ovšem počet obětí se velmi lišil. V Tulsa Tribune hned 1. června 1921 napsali, že během nepokojů zemřelo 9 bělochů a 68 Afroameričanů. V následujících dnech ovšem počet upravili na 176 obětí a nakonec na 9 bělochů a 21 Afroameričanů. New York Times napsaly, že zemřelo 77 osob, z toho 68 Afroameričanů. Nakonec ale odhad také snížily na 33 mrtvých. Podle Richmond Times Dispatch zemřelo 85 osob; a tak dále. Podle vyšetřovací zprávy z roku 2001 se ale počet obětí pohyboval od 75 do 300. Obdobný rozsah uvádí ve své zprávě z června 1921 také Červený kříž. Do nemocnic navíc dorazilo kolem 800 zraněných osob. Červený kříž také zaznamenal, že požár čtvrti zanechal 10 000 lidí bez domova. Při požáru shořelo 1 256 domů, 191 obchodů, základní škola, několik kostelů a nemocnice. Dalších 215 budov bylo vyrabováno. Škody dosáhly výše 32 milionů dolarů (v přepočtu k roku 2018).
Krátce po nepokojích se sdružilo kolem tisíce obchodníků s cílem vybrat prostředky na znovuvybudování čtvrtě Greenwood. I přes politické sliby podpory rychlé výstavby však většina Afroameričanů postižených požáry žila ve stanovém městě ještě celý rok 1922.
Po nepokojích nebyl nikdo obviněn. Jediným vyšetřováním bylo interní vyšetřování místního policejního náčelníka Johna A. Gustafsona. Celá věc se měla rychle uzavřít a nevyvolávat další napětí.
Řádného vyšetření se celý masakr dočkal až v roce 1996, kdy byla sestavena speciální oklahomská komise. Ta svou závěrečnou zprávu vydala v roce 2001. V závěru zprávy jsou doporučení, mezi nimiž bylo vyplacení odškodnění přeživším a pozůstalým, vypsání stipendia pro oběti a postavení památníku. V červnu 2001 byla přijata státní legislativa, která vypsala pouze 300 stipendií pro potomky obětí masakru, postavení památníku, který byl dokončen v roce 2010, a podporu ekonomickému růstu Greenwoodu.
Během vyšetřování oklahomské komise se také začaly hledat masové hroby obětí masakru. Podle jednoho očitého svědka se měly nacházet na hřbitově Oaklawn. V roce 2019 se starosta G. T. Bynum, při přípravách na 100. výročí masakru, zasadil o nové vyšetřování a hledání masových hrobů za pomoci radarů. V prosinci 2019 tým forenzních archeologů označil dvě místa za pravděpodobné masové hroby na hřbitově Oaklawn. Ovšem k odkrytí by mělo dojít až během roku 2020.

## V populární kultuře
- 2000: The Tulsa Lynching of 1921: A Hidden Story - dokumentární film, režie Michael Wilkerson, pro televizní stanici Cinemax
- 2008: Before They Die - dokumentární film, režie Reggie Turner
- 2011: Race Riot Suite - jazzová suita od Jacob Fred Jazz Odyssey
- 2014: Hate Crimes in the Heartland - dokumentární film, režie Rachel Lyon a Bavand Karim
- 2019: Watchmen - televizní seriál stanice HBO ze světa stejnojmenného komiksu, tvůrce Damon Lindelof se inspiroval článkem na téma Masakru v Tulse od publicisty Ta-Nehisi Coatese z roku 2014